# Camille Pier
Camille Pier, né le 23 août 1988 à Liège, est un poète, chanteur et illustrateur belge d'expression française. Déjà connu sur les scènes cabaret et slam sous les pseudonymes, respectivement, de Josie et Nestor, il poursuit également une carrière musicale sous le nom de Pierre Rococo.

## Biographie

### Enfance et études
Né le 23 août 1988 à Liège, Camille Pier grandit à Oleye. Il est le deuxième né d'une famille de cinq enfants. Il revient dans sa ville natale au moment de ses études à l'Université de Liège, où il suit un cursus de littérature romane et travaille notamment sur Raymond Devos. Diplômé en 2011, il s'installe ensuite à Bruxelles où il suit une formation de théâtre corporel d'un an à l'école LASSAAD. C'est à la même époque qu'il commence à se produire sur les scènes cabaret et slam de la ville.

### Carrière artistique
Assigné fille à la naissance, Camille Pier fait son coming-out trans en 2015. La même année, il cocrée avec la biologiste Leo Palmeira le spectacle La Nature contre-nature (tout contre), une conférence scientifique et comique au sujet de la diversité sexuelle chez les animaux, qu'il interprète en drag avec son personnage de Josie. En 2016, le texte de cette performance parait chez L'arbre de Diane. Des extraits d'une captation de celle-ci apparaissent également dans le documentaire Queerying Nature, d'Aline Magrez.
En 2017, Carine Demange réalise un documentaire sonore à son propos, Camille, portrait d'un(e) artiste en transition. 
En 2022, Camille Pier fait paraitre son deuxième livre chez L'arbre de Diane, Scandale !, ainsi que son premier EP sous le nom de Pierre Rococo, Divinités. En mars 2023 sort son premier album, C'est déjà le printemps.

## Œuvre

### Spectacles
- Nestor à votre service (2012)
- La Nature contre-nature (tout contre) (2015)
- La troisième personne (2018)

### Discographie (Pierre Rococo)
- Divinités (2022)
- C'est déjà le printemps (2023)